# لغات سامية شمالية غربية
اللغات السامية الشمالية الغربية هو تقسيم فرعي في عائلة اللغات السامية، حيث أنها تنتمي إلى اللغات السامية الوسطى التي تنتمي بدورها إلى اللغات السامية الغربية (وهي واحد من التقسيمات الرئيسية لعائلة اللغات السامية). ويتحدث اليوم ما يقارب الـ8 ملايين شخص لغات هذه المجموعة. وتنقسم هذه المجموعة إلى ثلاثة فروع: الأوغاريتية (منقرضة) والكنعانية (وتتضمن العبرية) والآرامية. واللغات السامية الشمالية الغربية تُشكل مع اللغات العربية «اللغات السامية الوسطى».
أقدم لغة سامية شمالية غربية هي الأوغاريتية والتي أصبحت منقرضة الآن. وفي الأصل كانت اللغات السامية الشمالية الغربية تُتحدّث في منطقة بلاد الشام وسيناء. وقد نشأت أقدم ألف باء معروفة للغة سامية شمالية غربية في أوائل الألفية الأولى قبل الميلاد.